# Szvátantrika
A szvátantrika a tibeti buddhista filozófiában, főleg a madhjamaka irányzatban a Bháviveka, 6. századi buddhista tudós nézőpontját jelenti. Ezt a prászangika ellentéteként szokták használni.
A két nézőpont közötti fő különbség abban rejlik, hogy az egyik a valóság legvégső természetére való kijelentésekkel dolgozik, a másik ettől teljesen elhatárolódik. Az előbbi a szvátantrika, az utóbbi a prászangika szerinti megközelítés. A meghatározásokhoz használt szakkifejezések mellett különbözik a két iskola stílusa is. A szvátantrika sokkal strukturáltabb szillogizmusra épülő stílus, amelyben érvelésen keresztül tesz kijelentéseket, míg a prászangika még ha tesz is kijelentést, jelentősen kevesebb érvelést használ. Az utóbbi ehelyett főleg hibákra mutat rá azáltal, hogy az érvelést a logikai szélsőségig viszi el.

## Története
A prászangika-szvátantrika megkülönböztetés gyakorlatilag egy vitának az értelmezéséből született Tibetben. A vitában Nágárdzsuna kommentátorai vettek részt:
- Buddhapálita – a tibeti hagyományban őt tekintik a prászangika iskola alapítójának;
- Bhávjaviveka – a szvátantrika alapítójának tekintik visszamenőleg, azáltal, hogy Buddhapálita nézőpontjával szállt szembe; és
- Csandrakírti – Buddhapálita nézőpontját védelmezte Bhávjavivekával szemben, emiatt a prászangika nézőponttal szokták azonosítani.

Az ősi Indiában egyik „iskola” sem létezett korábban, csupán tibeti tudósok nevezték el ezeket később a madhjamaka aliskoláinak. A szvátantrika név valójában tibetiről (Ranggyüpa) lett visszafordítva szanszkrit nyelvre.
A kifejezés Bhávaviveka kritikájára utal, miszerint Buddhapálitának nem szabadott volna csupán reductio ad absurdum érvelésre hagyatkoznia — innen ered a „prászangika”, amelyből a prászanga („következmény”) — ehelyett „önálló” (svātantra) szillogizmust kellett volna alkalmaznia.
A tibeti tudósok értelmezése alapján (például Congkapa) a prászangika-szvátantrika megkülönböztetés nem csak logikai alapon történt, érintette azt is, hogy a két iskola hogyan értelmezte a üresség (súnjata) tanítást. Általánosságban véve a szakja iskolában úgy tartják, hogy a két aliskola közötti különbségtétel csupán pedagógiai természetű, a legvégső igazságot tekintve nincs köztük különbség.

## Felosztásai
A prászangika-szvátantrika megkülönböztetés elterjedése előtt a madhjamaka iskolát másként osztották fel. Dzsnanaszutra (wylie: ye shes sde, 8–9. század) két kategóriát javasolt:
1. "Szautrántika madhjamaka," beleértve Bhávivekát; valamint
2. "Jógácsára madhjamaka," beleértve Sántaraksitát, Kamalasílát és Haribhadrát.

Később gelugpa és nyingmapa tudósok mindkettő fentit a szvátantrikához sorolták, azonban más néven:
1. „Szautrántika szvátantrika madhjamaka”; és
2. „Jógácsára szvátantrika madhjamaka”.

A gelugpa nézet szerint a prászangika nézőpontot csupán Csandrakírti képviseli. Míg az ősi indiai kommentátorok nem ismerték el Csandrakírtit jelentős Nágárdzsuna kommentátorként, a 14. század után a tibeti hagyományban kiemelkedőnek tekintették Csandrakírtit.